# Шнаруп-Тумбі
Шнаруп-Тумбі (нім. Schnarup-Thumby), а також Снаруп-Тумбю (дан. Snarup-Tumby) — громада в Німеччині, розташована в землі Шлезвіг-Гольштейн. Входить до складу району Шлезвіг-Фленсбург. Складова частина об'єднання громад Міттелангельн.
Площа — 10,72 км2. Населення становить 544 ос. (станом на 31 грудня 2020).

## Галерея

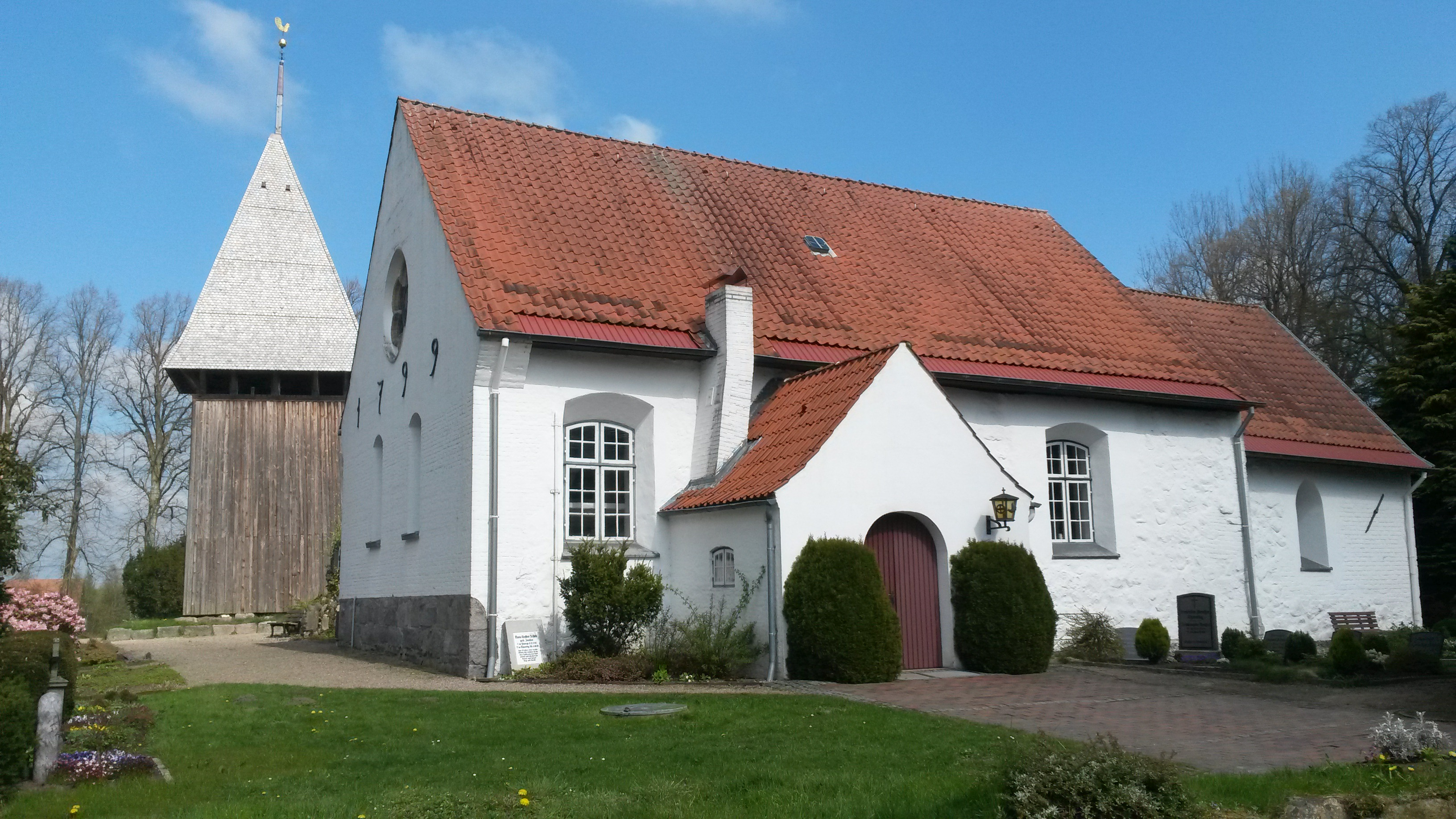